# کابینه افغانستان
کابینهٔ امارت اسلامی افغانستان از سران وزارتخانه‌ها تشکیل شده‌است. در دورهٔ حکومت کنونی امارت اسلامی افغانستان اعضای کابینه توسط رهبر امارت اسلامی افغانستان به پارلمان معرفی و پس از تأیید توسط اعضای پارلمان انتخاب می‌شوند.

## کابینه امارت اسلامی افغانستان(۲۰۲۱–اکنون)

### اعضای کابینه
| مقام                                         | نام                | دوره تصدی  | وضعیت | منبع(ها)    |
| -------------------------------------------- | ------------------ | ---------- | ----- | ----------- |
| رهبر                                         | هبت‌الله آخندزاده   | ۲۰۱۶–اکنون |       | [ ۱ ]       |
| رئیس‌الوزرا                                   | محمدحسن آخند       | ۲۰۲۱–اکنون |       | [ ۲ ]       |
| معاون اول رئیس‌الوزرا                         | عبدالغنی برادر     | ۲۰۲۱–اکنون |       | [ ۲ ]       |
| معاون رئیس‌الوزرا                             | عبدالسلام حنفی     | ۲۰۲۱–اکنون |       | [ ۲ ]       |
| وزیر دفاع                                    | محمد یعقوب         | ۲۰۲۱–اکنون |       | [ ۲ ]       |
| وزیر مالیه                                   | هدایت‌الله بدری     | ۲۰۲۱–اکنون |       | [ ۲ ]       |
| وزارت تحصیلات عالی                           | عبدالباقی حقانی    | ۲۰۲۱–اکنون |       | [ ۳ ] [ ۲ ] |
| وزیر اطلاعات و فرهنگ                         | خیرالله خیرخواه    | ۲۰۲۱–اکنون |       | [ ۲ ]       |
| وزیر معارف                                   | نورالله منیر       | ۲۰۲۱–اکنون |       | [ ۲ ]       |
| وزیر امور خارجه                              | امیر خان متقی      | ۲۰۲۱–اکنون |       | [ ۲ ]       |
| وزیر امور داخله                              | سراج‌الدین حقانی    | ۲۰۲۱–اکنون |       | [ ۴ ]       |
| وزیر ارشاد، حج و اوقاف                       | نورمحمد ثاقب       | ۲۰۲۱–اکنون |       | [ ۲ ]       |
| وزیر عدلیه                                   | عبدالحکیم شرعی     | ۲۰۲۱–اکنون |       | [ ۲ ]       |
| وزیر امور سرحدات، اقوام و قبایل              | نورالله نوری       | ۲۰۲۱–اکنون |       | [ ۲ ]       |
| وزیر احیا و انکشاف دهات                      | محمد یونس آخندزاده | ۲۰۲۱–اکنون |       | [ ۲ ]       |
| وزیر فوائد عامه                              | عبدالمنان عمری     | ۲۰۲۱–اکنون |       | [ ۲ ]       |
| وزیر معادن و پترولیوم                        | محمد عیسی آخند     | ۲۰۲۱–اکنون |       | [ ۲ ]       |
| وزیر انرژی و آب                              | عبداللطیف منصور    | ۲۰۲۱–اکنون |       | [ ۲ ]       |
| وزیر ترانسپورت                               | حمیدالله آخندزاده  | ۲۰۲۱–اکنون |       | [ ۵ ] [ ۲ ] |
| وزیر مخابرات و تکنالوژی معلوماتی             | نجیب‌الله حقانی     | ۲۰۲۱–اکنون |       | [ ۲ ]       |
| وزیر امور مهاجرین و عودت‌کنندگان              | خلیل‌الرحمن حقانی   | ۲۰۲۱–اکنون |       | [ ۲ ]       |
| وزیر دعوت و ارشاد، امر بالمعروف و نهی المنکر | شیخ محمد خالد      | ۲۰۲۱–اکنون |       | [ ۲ ]       |